# Hannjo Hasse
Pour les articles homonymes, voir Hasse.
Hannjo Hasse (né le 31 août 1921 à Bonn, mort le 5 février 1983 à Falkensee) est un acteur allemand.

## Biographie
Après avoir travaillé comme aide de bureau, Hasse étudie pendant trois ans la comédie dans l'école de Lilly Ackermann (de). Il doit arrêter pour faire son service militaire puis intègre la Wehrmacht en 1941. À sa libération comme prisonnier de guerre, il reprend brièvement ses études à Weimar, commence comme acteur et dramaturge à Nordhausen. Il est ensuite engagé à Eisleben, Burg, Schwerin et enfin Potsdam, où il fait partie de l'ensemble de Hans Otto Theater (de) de 1952 à 1954. Il se rend après au Volksbühne Berlin et au Deutsches Theater où il a des rôles dramatiques et aussi comiques. C'est alors qu'il commence à jour pour la DEFA.
Il fait sa première apparition en 1951 dans Le Sujet de Sa Majesté. Au cours de sa carrière cinématographique, Hasse joue souvent les méchants comme dans Der Fall Gleiwitz (de). Il donne ses traits à Alfred Naujocks, agent de l'opération Himmler.
À côté de sa carrière d'acteur, il fait aussi du doublage. Il est la voix est-allemande de Philippe Noiret, Pierre Brasseur et Yves Montand.

## Filmographie partielle

### Cinéma
- 1951 : Le Sujet de Sa Majesté
- 1954 : Gefährliche Fracht
- 1954 : Ernst Thälmann – Sohn seiner Klasse
- 1954 : Plus fort que la nuit
- 1955 : Ham wa nich!
- 1955 : Ernst Thälmann – Führer seiner Klasse
- 1956 : Le Capitaine de Cologne (de)
- 1956 : Thomas Müntzer (de)
- 1958 : Le Bataillon noir (Černý prapor)
- 1959 : Kabale und Liebe (de)
- 1959 : Étoiles
- 1959 : Bevor der Blitz einschlägt (de)
- 1960 : Die schöne Lurette (de)
- 1960 : Monsieur principe supérieur
- 1960 : Leute mit Flügeln (de)
- 1961 : Der Fall Gleiwitz (de)
- 1962 : Freispruch mangels Beweises
- 1962 : Nebel
- 1963 : Reserviert für den Tod (de)
- 1963 : An französischen Kaminen
- 1964 : Das Lied vom Trompeter (de)
- 1966 : Le Fils de la Grande Ourse (Die Söhne der großen Bärin)
- 1966 : Lebende Ware
- 1966 : Schwarze Panther (de)
- 1967 : Et l'Angleterre sera détruite (Die gefrorenen Blitze)
- 1967 : Das Mädchen auf dem Brett
- 1968 : Le Meurtre jamais prescrit (Der Mord, der nie verjährt)
- 1968 : Spur des Falken
- 1969 : Nebelnacht (de)
- 1969 : Mohr und die Raben von London (de)
- 1969 : Libération (Befreiung)
- 1970 : Erreur fatale (Tödlicher Irrtum)
- 1971 : KLK an PTX – Die Rote Kapelle (de)
- 1972 : Die gestohlene Schlacht (de)
- 1973 : Unterm Birnbaum (de)
- 1973 : Die Hosen des Ritters von Bredow (de)
- 1974 : Ulzana (de)
- 1974 : Kit & Co
- 1974 : Wie füttert man einen Esel (de)
- 1974 : Zum Beispiel Josef (de)
- 1975 : Assassinat à Sarajevo
- 1975 : Hostess
- 1977 : Wer reißt denn gleich vor’m Teufel aus (de)
- 1980 : Levins Mühle (de)
- 1980 : Der Baulöwe (de)

### Télévision
- 1961 : Gewissen in Aufruhr (de)
- 1972 : Das Geheimnis der Anden (de)
- 1974 : Das Geheimnis des Ödipus
- 1977 : Auftrag: Überleben
- 1983 : Martin Luther

#### Séries télévisées
- 1972 : Der Staatsanwalt hat das Wort (de): Der Anruf kam zu spät
- 1973 : Polizeiruf 110: Siegquote 180
- 1974 : Polizeiruf 110: Fehlrechnung
- 1976 : Das unsichtbare Visier (de)
- 1980 : Archiv des Todes (de)

## Source de la traduction
- (de) Cet article est partiellement ou en totalité issu de l’article de Wikipédia en allemand intitulé « Hannjo Hasse » (voir la liste des auteurs).